# Maines
Els Maina o Meena són un grup de pobles indígenes que viuen al llarg de la riba nord del riu Marañón a Amèrica del Sud. Parlaven diverses varietats d'omurano.
Els Maina van ser una de les primeres tribus de la regió superior de l'Amazones que van ser evangelitzades per l'Església Catòlica, la qual cosa va portar a nomenar diverses jurisdiccions i àrees després de la tribu, inclosa la província de Mainas, que incloïa la major part de l'actual Equador i el nord del Perú, a l'est de la Cordillera principal, incloses les conques del Huallaga i Ucayali.
Els Maina eren una de les moltes cultures antigues que jugaven amb pilotes de goma com a joguines. L'anomenaven "caucho" que combinava les paraules "caa" (fusta) i "ochu" (plorar), feta per extracció de la saba d'un arbre que deien "heve" i deixant-la assecar en un sòlid jugable que avui anomenem goma.